# Romario Williams
Romario Williams (Portmore, 15 augustus 1994) is een Jamaicaans voetballer die bij voorkeur als aanvaller speelt. In 2015 tekende hij een contract bij Montreal Impact.

## Clubcarrière
Williams werd op 15 januari 2015 als derde gekozen in de MLS SuperDraft 2015 door Montreal Impact. Zijn debuut maakte hij op 28 maart 2015 tegen Orlando City SC. 
1 Guzan ·
2 Escobar ·
3 Parkhurst  ·
4 Pogba ·
5 González Pírez ·
6 Nagbe ·
7 J. Martínez ·
8 Barco ·
9 Williams ·
10 G. Martínez ·
11 Remedi ·
12 Robinson ·
13 Moore ·
15 Villalba ·
18 Larentowicz ·
19 Vazquez ·
20 Shea ·
21 Bello ·
22 Ambrose ·
23 Kunga ·
24 Gressel ·
25 Kann ·
26 Gallagher ·
27 Goslin ·
28 Pereira ·
30 Carleton ·
32 Kratz ·
33 Wild ·
Coach: De Boer
· Assistent-coach: Trustfull